# Liste des évêques de Gaylord

Ornements communs des évêques

La 'liste des évêques  de Gaylord recense les noms des évêques qui se sont succédé sur le siège épiscopal de Gaylord dans l'état du Michigan aux États-Unis depuis la création du diocèse de Gaylord (Dioecesis Gaylordensis) le 19 décembre 1970, par détachement de ceux de Grand Rapids et de Saginaw.

## Évêques de Gaylord
| Portrait | Armoiries | Épiscopat   | Titulaire                                   | Notes |
| -------- | --------- | ----------- | ------------------------------------------- | --- |
|          |           | 1971 à 1981 | Edmund Szoka 1er évêque de Gaylord          | est né le 14 septembre 1927 à Grand Rapids dans le Michigan, il est nommé évêque de Gaylord le 11 juin 1971, puis est nommé archevêque de détroit le 28 mars 1871 puis créé cardinal par le pape Jean-Paul II le juin 1988, il est nommé le 28 avril 1990 président de la préfecture pour les affaires économiques du Saint-Siège, puis président du gouvernorat de la cité du Vatican le 15 octobre 1997, et président de la commission pontificale pour l'état du Vatican, il se retire le 15 septembre 2006 et meurt le 20 août 2014 à Novi dans le Michigan. |
|          |           | 1981 à 1989 | Robert John Rose (en) 2e évêque de Gaylord  | est né le 28 février 1930 à Grand Rapids dans le Michigan, il est nommé évêque de Gaylord le 13 octobre 1981 puis évêque de Grand Rapids le 24 juin 1989, il se retire le 13 octobre 2003. |
|          |           | 1989 à 2009 | Patrick Cooney 3e évêque de Gaylord         | est né le 10 mars 1934 à Détroit (Michigan) dans le Michigan, il est nommé le 3 décembre 1982 évêque auxiliaire de Gaylord avec le siège titulaire de Hodlm, puis le 6 novembre 1989 il est nommé évêque de Gaylord, et se retire le 7 octobre 2009, et meurt le 15 octobre 2012. |
|          |           | 2009 à 2013 | Bernard Hebda 4e évêque de Gaylord          | est ne lé 3 septembre 1959 à Pittsburgh en Pennsylvanie, il est nommé le 7 octobre 2009 évêque de Gaylord, puis le 24 septembre 2013 archevêque coadjuteur de Newark, mais le 15 juin 2015 puis le 24 mars 2016 il est successivement nommé administrateur apostolique puis archevêque de Saint Paul et Minneapolis. |
|          |           | 2014 à 2020 | Steven John Raica (en) 5e évêque de Gaylord | est né le 8 novembre 1952 à Munising dans le Michigan, il est nommé évêque de Gaylord le 27 juin 2014 puis transféré à Birmingham en Alabama le 25 mars 2020. |

### Sources
- L'Annuaire Pontifical, sur le site http://www.catholic-hierarchy.org, à la page